# Takeo Matsubara
Takeo Matsubara (jap. 松原 武生, Matsubara Takeo; * 3. April 1921 in der Präfektur Osaka; † 15. Dezember 2014 in Tokio) war ein japanischer theoretischer Physiker, der sich mit quantenmechanischer Vielteilchentheorie in der Festkörperphysik befasste.

## Leben
Matsubara studierte an der Universität Osaka, an der er 1949 promoviert wurde. Er lehrte an der Universität Hokkaidō und der Universität Kyōto, an der er emeritiert wurde. 
Matsubara ist für einen nach ihm benannten quantenmechanischen Formalismus in der Vielteilchentheorie (Quantenstatistik) bekannt (Matsubara-Formalismus und zugehörige Matsubara-Frequenzen). Dabei wird die Vielteilchen-Greensfunktion zu imaginären Zeiten fortgesetzt bei der quantenfeldtheoretischen Behandlung der statistischen Mechanik von Systemen von Bosonen oder Fermionen bei endlicher Temperatur. Die Methode wurde von russischen Physikern (Igor Jechijeljewitsch Dsjaloschinski) ausgebaut.
Er befasste sich besonders mit Supraleitung, Supraflüssigkeiten und Dielektrika.
1961 erhielt er den Nishina-Preis.

## Schriften
- A New Approach to Quantum-Statistical Mechanics, Prog. Theor. Phys., Band 14, 1955, S. 351